# 제주 이승만별장
제주 이승만별장(濟州 李承晩別莊)은 대한민국 제주특별자치도 제주시 구좌읍 제주국립목장 안에 대통령과 국가 귀빈의 숙박을 위하여 지은 별장이다. 2004년 9월 4일 대한민국의 국가등록문화재 제113호로 지정되었다.

## 개요
1958년에 건립된 이 건물은 제주국립목장 안에 대통령과 국가 귀빈의 숙박을 위하여 지은 별장이다. 1959년 이승만 대통령이 이곳에 머물렀던 것을 계기로 ‘이승만 별장’으로 불리게 되었다고 한다. 건물로 들어가는 입구와 그 주변에 조성된 울창한 나무숲은 마당 한 가운데에 서 있는 팽나무 한 그루와 어우러져 한 폭의 풍경화를 연출하는 듯하다. 두 가지 기쁨이 동시에 이루어지기를 기원하는 ‘쌍희(囍)’자와 모든 일이 뜻대로 되기를 기원하는 회문 장식 등 우리나라의 의장이 일부 포함되어 있으나, 전반적으로는 1950년대 이후 나타나는 서구의 모더니즘 주택 모습을 보여주고 있다.

## 시설 개방
별장 소유자인 제주축산개발㈜은 전면 개방이 아닌 5월부터 10월까지, 화·목요일 오후 2~4시까지 2시간만 개방을 하고 있다.

## 같이 보기
- 이승만

## 참고 문헌
- 제주 이승만별장 - 국가유산청 국가유산포털
- 제주 이승만 대통령 별장 - 사단법인 이승만건국대통령기념사업회 - 유적지 소개